# Paraselenca simonis
Paraselenca simonis – gatunek kosarza z podrzędu Laniatores i rodziny Assamiidae.

## Występowanie
Gatunek występuje w Afryce Zachodniej.